# Lawless (filme)
Lawless (br: Os Infratores; pt: Dos Homens Sem Lei) é um filme estadunidense do gênero drama e ação, lançado em 12 de outubro de 2012, com direção de John Hillcoat e estrelado por Shia LaBeouf e Tom Hardy.

## Sinopse
Em 1931, os irmãos Bondurant — Forrest (Tom Hardy), Howard (Jason Clarke) e Jack (Shia LaBeouf) — vivem em Franklin County, Virgínia. Com a ajuda do seu amigo Cricket Pate (Dane DeHaan), e usando seu bar como fachada, eles mantêm atividades ilegais. Um dia, o mafioso Banner trocou olhares com Jack antes dele voltar para o bar, onde Forrest contrata Maggie Beauford (Jessica Chastain), um dançarina de Chicago, para ser sua nova garçonete. Pouco tempo depois, o bar é visitado por recém-chegados Especiais Adjunto Charley Rakes (Guy Pearce), que informa a Forrest que ele quer um corte de todo o lucro feito por contrabandistas do conselho. Forrest se recusa e ameaça matar Rakes se ele retornar.
Enquanto isso, Jack se encontra com Bertha Minnix (Mia Wasikowska), filha do pastor alemão batista. Ele atende a Jack bêbado na igreja que faz papel de bobo, e o pai de Bertha a proibe de vê-lo, o que só deixa o Jack mais distante. Jack descobre mais tarde que Rakes esta invadindo a casa de Cricket, em busca de seu equipamento de destilação, quando chega, Rakes bate brutalmente em Jack para enviar uma mensagem aos seus irmãos. Forrest descobre isso e diz a Jack que ele precisa aprender a lutar por si mesmo. Forrest e Howard marcar um encontro com potenciais clientes de Chicago, mas Howard fica bêbado com um amigo e perde o compromisso. Forrest acaba precisando bater nos dois homens, quando eles desrespeitam Maggie, e em seguida por um descuido os dois homens armam pra cima de Forrest que tem sua garganta cortada.
Enquanto Forrest se recupera em um hospital, Jack decide viajar para Chicago com Cricket. Chegando lá, eles são traidos por seus clientes, mas são resgatados por Banner, que reconhece Jack. Banner já sabe do ataque a Forrest, assim como as identidades dos dois assaltantes, ele fornece a Jack o seu endereço e alerta a Jack que eles estão trabalhando para Rakes. Forrest e Howard se encontram mais tarde, torturam e matam os homens para enviar uma mensagem para Rakes. Banner se torna um cliente regular dos irmãos, que movem seus equipamentos de destilação para a floresta e começam a ter grande lucro com o contrabando. agora Jack corteja Bertha com presentes e passeios em seu carro , enquanto Forrest começa um relacionamento com Maggie depois que ela se move para o bar para sua segurança, embora ela não lhe diz que foi estuprada na noite em que tentaram matar Forrest. Jack finalmente decide mostrar Bertha o centro de destilação, mas eles são surpreendidos por Rakes e seus homens, que tinham seguido eles. Howard e Jack são obrigados a fugir dos homens de Rakes com Bertha e Cricket, no entanto Cricket é capturado depois e assassinado por Rakes.
Querendo vingança pela morte de Cricket, Jack vai confrontar Rakes e seus homens em uma barreira em uma ponte local. Howard segue depois dele, reunindo os contrabandistas para vir em seu auxílio. Forrest se junta a eles, embora Maggie tenta dissuadi-lo, dizendo-lhe que era ela que tinha encontrado com a garganta cortada e levou-o para o hospital. Forrest percebe, então, que ela também foi atacada naquela noite. Os contrabandistas envolvem com os homens de Rakes em um tiroteio, Rakes acerta primeiro Jack e alguns tiros em Forrest antes de ser baleado na perna e tentanr escapar quando Jack e Howard vão atrás dele e o matam. Os Bondurants decidem poupar o seu dinheiro e se aposentar após o fim da proibição. Em novembro de 1940, Jack se casou com Bertha, Forrest se casou com Maggie, e Howard se casou com uma mulher local, e tiveram filhos. Durante uma reunião na casa de Jack, Forrest caminha para um lago congelado e cai na água, morrendo de pneumonia mais tarde.

## Elenco[3]
- Shia LaBeouf como Jack Bondurant;
- Tom Hardy como Forrest Bondurant;

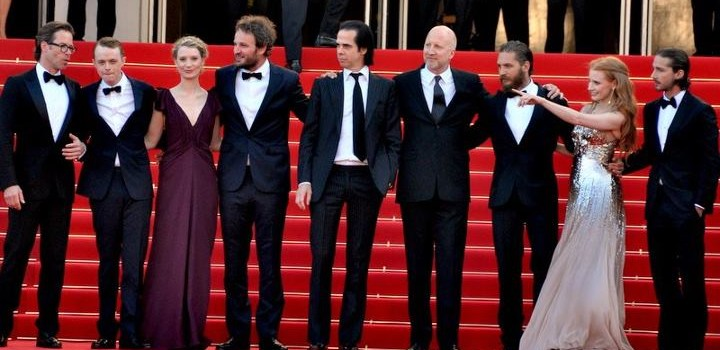
Pearce, DeHaan, Wasikowska, Clarke, Cave, Hillcoat, Hardy, Chastain e LaBeouf no Festival de Cannes 2012

- Jason Clarke como Howard Bondurant;
- William J. Harrison como Young Howard;
- Jessica Chastain como Maggie;
- Mia Wasikowska como Bertha Minnix;
- Guy Pearce como Charlie Rakes;
- Dane DeHaan como Cricket Pate;
- Gary Oldman como Floyd Banner
- Jessica Chastain como Maggie Beauford
- Chris McGarry como Danny;

## Produção

### Desenvolvimento
O escritor Matt Bondurant, escreveu o romance The Wettest County in the World de 2008. Os produtores Douglas Wick e Lucy Fisher comprou os direitos autorais do livro em 2008 e enviou ao diretor John Hillcoat. Hillcoat e o roteirista Nick Cave, que já haviam trabalhado juntos no filme ocidental The Proposition de 2005, foram atraídos para a história com o sucesso da família Bondurants.
O primeiro ator a ser do elenco foi Shia LaBeouf, como Jack, James Franco foi nomeado para atuar no longa metragem interpretando o Howard e Ryan Gosling foi anexado para interpretar Forrest. Originalmente The Wettest County in The World, era o título do filme foi mudado para The Promised Land. Embora destinado para começar a filmar em fevereiro de 2010,  que foi relatado em janeiro que o projeto tinha desmoronado devido a problemas de financiamento. Apenas LaBeouf permaneceu com o projeto, o resto do elenco foram assinando novos contratos e assim não foi possível iniciar as gravações com eles.

### Filmagens
Lawless iniciou as filmagens no inicio de 2011  em vários locais perto de Atlanta e Geórgia, incluindo Newnan , Grantville, Haralson, LaGrange, Carroll County e outras. O elenco mudou-se para apartamentos na Peachtree City por três meses durante as gravações do longa Em março de 2011, Momentum Pictures e a Alliance Films adquiriu os direitos de distribuição do Reino Unido e no Canadá.  Em maio de 2011, a Weinstein Company comprou os direitos de distribuição nos Estados Unidos, com um grande lançamento esperado. Em março de 2012, o título foi mudado para Lawless.